# Mademoiselle Navarro
Mademoiselle Navarro je francouzský televizní film z roku 2005, který je spin-off seriálu Navarro. Film produkovala francouzská televizní stanice TF1. Film vznikl jako pilotní epizoda stejnojmenného seriálu, ale projekt byl zrušen a další díly nevznikly.

## Obsazení
| Emmanuelle Boidron          | Yolande Navarro   |
| Mathieu Delarive            | Pascal Bonenfant  |
| Arthur Jugnot               | Arno Loffeur      |
| Jacques Spiesser            | Maxime Chassignol |
| Roger Hanin                 | komisař Navarro   |
| Jean Dalric                 | Rossi             |
| Jean-Claude Caron           | Borelli           |
| Barbara Kelsch              | Judith Favier     |
| Frédéric Amico              | Martin Delestaque |
| Justine Bruneau de la Salle | Elise             |
| Hugues Boucher              | Philippe Goudes   |
| Marie-Hélène Lentini        | Rame              |
| Fabrice Deville             | poručík Garrel    |
| Laurence Guerre             | Gisèle Martini    |

## Děj
Yolande, dcera komisaře Navarra, obhajuje u soudu svého prvního klienta a prokáže jeho nevinu. Její šéf Rossi je s prací spokojen a proto jí nabídne obhajobu Arna Loffeura, adoptivního syna známého restauratér Maxima Chassignola. Yolande rovněž najde svou matku, která je nemocná a o tři měsíce později umírá.